# Estación Anam

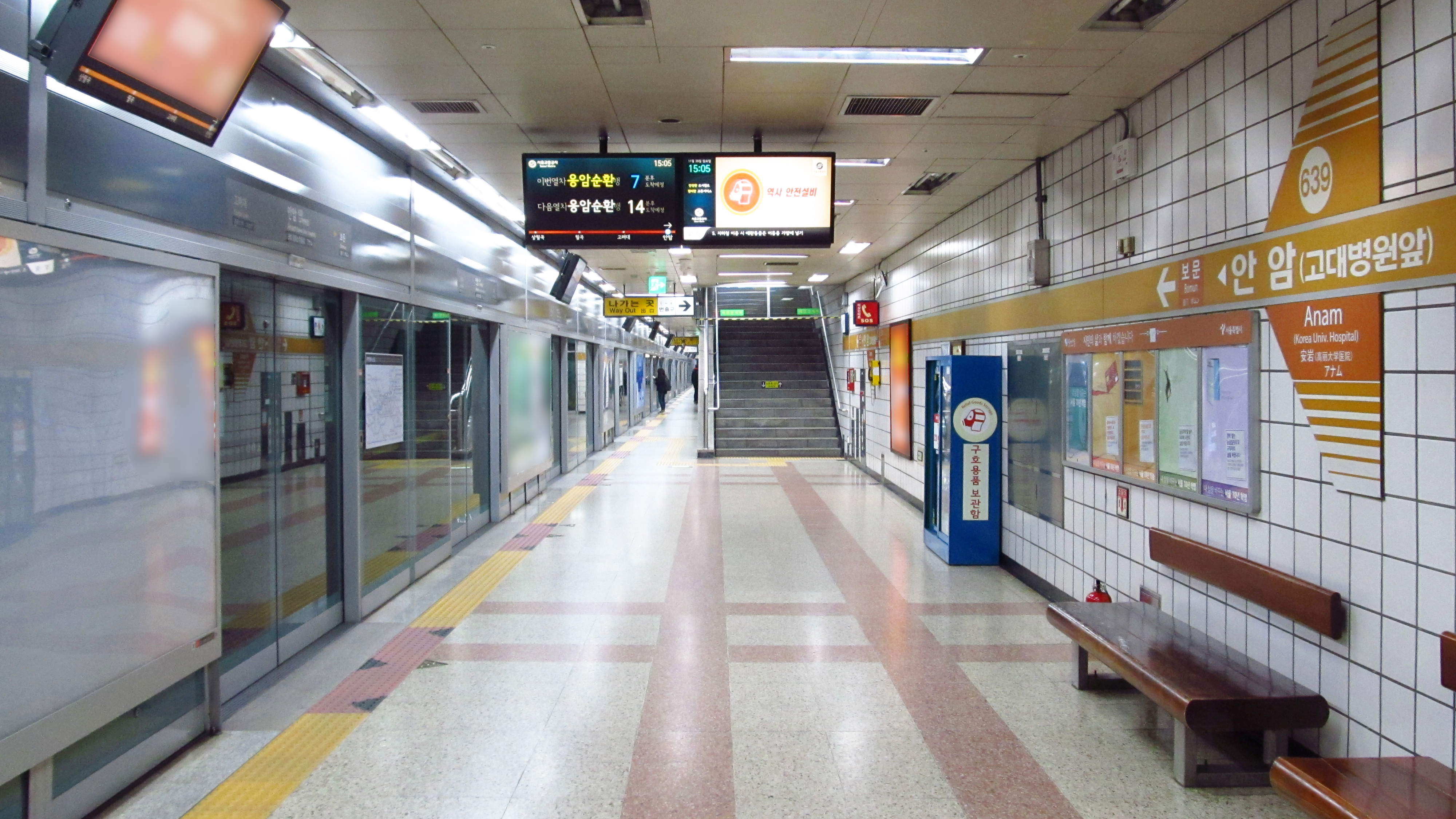
Andén en la estación Anam del metro de Seúl

La estación Anam (en coreano: Anam-yeok) es una estación de la Línea 6 del metro de Seúl, y está localizada en Seongbuk-gu, Seúl. La estación está situada entre el Campus Anam de la Universidad de Corea y el Hospital Anam de la Universidad.

## Salidas
- Salida 1: Universidad de Corea (Hospital Anam y Campus de Ciencia de Vida), Universidad Femenil Sungshin
- Salida 2: Universidad de Corea (Campus de Humanidades y Sociales)
- Salida 3: Anam ogeori (Intersección de 5 caminos), Escuela Primaria Jongam
- Salida 4: Universidad de Corea (Campus de Ciencia Natural y de Ingeniería)